# Карлингтон

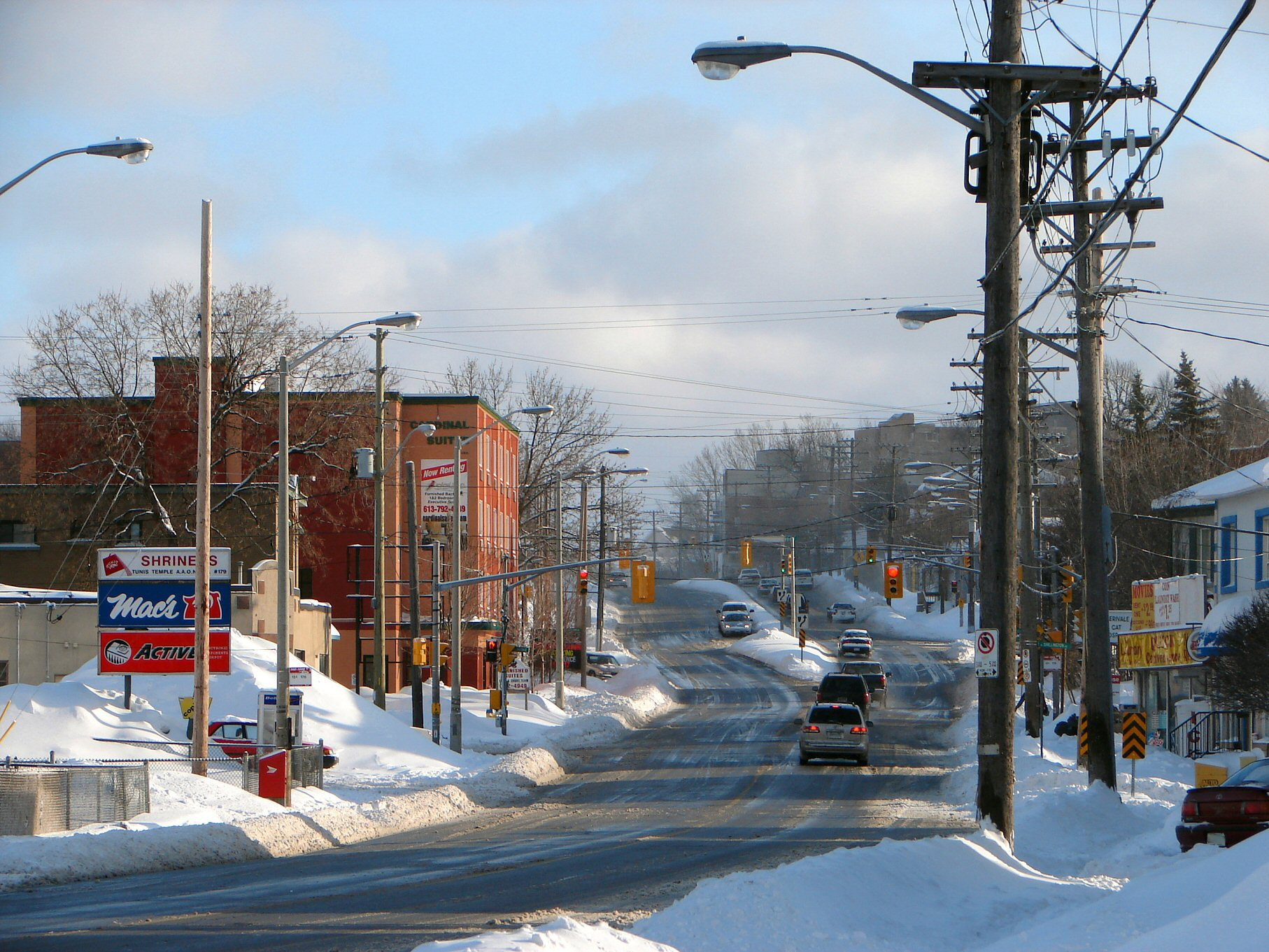
Меривейл-роуд проходит через центр Карлингтона.

Карлингтон, англ. Carlington — жилой район к юго-западу от центральной части г. Оттава, Онтарио, Канада. Население района составляло 12585 человек в 2001 году, однако упало до 10107 человек в 2006 году.
Границами района являются:
- Мэйтленд-авеню на западе;
- Карлинг-авеню и шоссе Квинсуэй на севере (отделяют от района Лореншен-Вью и Городской больницы);
- Фишер-авеню на востоке;
- Центральная экспериментальная ферма на юге и востоке (за Фишер-авеню);
- небольшой участок Бэйслайн-роуд на юге (от Мэйтленд-авеню до фермы).

На территории Карлингтона расположено 435 домов, сооружённых до 1945 г. — они сосредоточены в основном вдоль Фишер-авеню. Около 2000 жилищ было сооружено в период 1945—1960 гг. и были предназначены в основном для вернувшихся с войны солдат и их семей. Строительство активно продолжалось до 1981 г., после чего его темпы резко упали.
Отличительной географической особенностью района является холм Карлингтон (Carlington Hill) с длинными склонами. Ранее часть холма занимал лыжный спуск с подъёмником, сейчас на его месте расположен склон для катания на санках. В западной части холма ранее располагалась каменоломня, где добывали известняк для переработки в цемент. В настоящее время бывшая каменоломня используется как место сброса грязного снега.